# Al-Nahda Club (Arábia Saudita)
Al Nahda ( em árabe: نادي النهضة   ) é um clube saudita de futebol com sede na cidade de Dammam, província oriental . Fundado em 1949,  atualmente joga a Primeira Divisão Saudita .
Na temporada 2007/2008, comandado pelo técnico croata Dragan Talajić,  Al Nahda disputou as finais da Prince Faisal Cup, sendo o primeiro time da Segunda Liga Saudita a disputar a final.

## Honras
Primeira Divisão Saudita
- Vencedores (3) : 1976–77, 1990–91, 1992–93
- Vice-campeão (1): 2012–13

Segunda Divisão Saudita
- Vencedores (2) : 1997–98, 2010–11
- Vice-campeão (1): 2005–06

Prince Faisal bin Fahd Cup para as equipes da Divisão 1 e 2
- Vencedores (2) : 1992–93,[carece de fontes?] 1995–96
- Vice-campeão (1): 2007–08